# Nuoto ai Giochi della XXIV Olimpiade
Il nuoto alle Olimpiadi estive del 1988 di Seul fu rappresentato da 31 eventi, 15 femminili e 16 maschili.

## Podi

### Uomini
| Evento                          | Oro                                                                                                 | Perform. | Argento | Perform. | Bronzo | Perform. |
| Stile libero                    | |          | |          | |          |
| 50 m (dettagli)                 | Matt Biondi                                                                                         | 22"14    | Tom Jager | 22"36    | Gennadij Prigoda | 22"71    |
| 100 m (dettagli)                | Matt Biondi                                                                                         | 48"63    | Chris Jacobs | 49"08    | Stéphan Caron | 49"62    |
| 200 m (dettagli)                | Duncan Armstrong                                                                                    | 1'47"25  | Anders Holmertz | 1'47"89  | Matt Biondi | 1'47"99  |
| 400 m (dettagli)                | Uwe Daßler                                                                                          | 3'46"95  | Duncan Armstrong | 3'47"15  | Artur Wojdat | 3'47"34  |
| 1500 m (dettagli)               | Vladimir Sal'nikov                                                                                  | 15'00"40 | Stefan Pfeiffer | 15'02"69 | Uwe Daßler | 15'06"15 |
| Dorso                           | |          | |          | |          |
| 100 m (dettagli)                | Daichi Suzuki                                                                                       | 55"05    | David Berkoff | 55"18    | Igor' Poljanskij | 55"20    |
| 200 m (dettagli)                | Igor' Poljanskij                                                                                    | 1'59"37  | Frank Baltrusch | 1'59"60  | Paul Kingsman | 2'00"48  |
| Rana                            | |          | |          | |          |
| 100 m (dettagli)                | Adrian Moorhouse                                                                                    | 1'02"04  | Károly Güttler | 1'02"05  | Dmitrij Volkov | 1'02"20  |
| 200 m (dettagli)                | József Szabó                                                                                        | 2'13"52  | Nick Gillingham | 2'14"12  | Sergio López Miró | 2'15"21  |
| Farfalla                        | |          | |          | |          |
| 100 m (dettagli)                | Anthony Nesty                                                                                       | 53"00    | Matt Biondi | 53"01    | Andrew Jameson | 53"30    |
| 200 m (dettagli)                | Michael Groß                                                                                        | 1'56"94  | Benny Nielsen | 1'58"24  | Anthony Mosse | 1'58"28  |
| Misti                           | |          | |          | |          |
| 200 m (dettagli)                | Tamás Darnyi                                                                                        | 2'00"17  | Patrick Kühl | 2'01"61  | Vadim Jaroščuk | 2'02"40  |
| 400 m (dettagli)                | Tamás Darnyi                                                                                        | 4'14"75  | David Wharton | 4'17"36  | Stefano Battistelli | 4'18"01  |
| Staffette                       | |          | |          | |          |
| 4x100 m stile libero (dettagli) | Stati Uniti Chris Jacobs Troy Dalbey Tom Jager Matt Biondi Doug Gjertsen* Brent Lang* Shaun Jordan* | 3'16"53  | Unione Sovietica Gennadij Prigoda Jurij Baškatov Nikolaj Evseev Vladimir Tkačenko Raimundas Mažuolis* Oleksiy Boryslavskiy* | 3'18"33  | Germania Est Dirk Richter Thomas Flemming Lars Hinneburg Steffen Zesner                                                                                  | 3'19"82  |
| 4x200 m stile libero (dettagli) | Stati Uniti Troy Dalbey Matthew Cetlinski Doug Gjertsen Matt Biondi Craig Oppel* Dan Jorgensen*     | 7'12"51  | Germania Est Uwe Daßler Sven Lodziewski Thomas Flemming Steffen Zesner Lars Hinneburg*                                      | 7'13"68  | Germania Ovest Erik Hochstein Thomas Fahrner Rainer Henkel Michael Groß Peter Sitt* Stefan Pfeiffer*'                                                    | 7'14"35  |
| 4x100 m misti (dettagli)        | Stati Uniti David Berkoff Richard Schroeder Matt Biondi Chris Jacobs Jay Mortenson* Tom Jager*      | 3'36"93  | Canada Mark Tewksbury Victor Davis Thomas Ponting Donald Goss                                                               | 3'39"28  | Unione Sovietica Igor' Poljanskij Dmitrij Volkov Vadim Jaroščuk Gennadij Prigoda Sergej Zabolotnov* Valeriy Lozik* Konstantin Petrov* Nikolay Yevseyev*' | 3'39"96  |

* indica i nuotatori che hanno gareggiato solamente in batteria.

### Donne
| Evento                          | Oro | Perform. | Argento | Perform. | Bronzo                                                                                    | Perform. |
| Stile libero                    | |          | |          |                                                                                           |          |
| 50 m (dettagli)                 | Kristin Otto                                                                                               | 25"49    | Yang Wenyi | 25"64    | Jill Sterkel Katrin Meißner                                                               | 25"71    |
| 100 m (dettagli)                | Kristin Otto                                                                                               | 54"93    | Zhuang Yong | 55"47    | Catherine Plewinski                                                                       | 55"49    |
| 200 m (dettagli)                | Heike Friedrich                                                                                            | 1'57"65  | Silvia Poll | 1'58"67  | Manuela Stellmach                                                                         | 1'59"01  |
| 400 m (dettagli)                | Janet Evans                                                                                                | 4'03"85  | Heike Friedrich                                                                                                 | 4'05"94  | Anke Möhring                                                                              | 4'06"65  |
| 800 m (dettagli)                | Janet Evans                                                                                                | 8'20"20  | Astrid Strauß                                                                                                   | 8'22"09  | Julie McDonald                                                                            | 8'22"93  |
| Dorso                           | |          | |          |                                                                                           |          |
| 100 m (dettagli)                | Kristin Otto                                                                                               | 1'00"89  | Krisztina Egerszegi                                                                                             | 1'01"56  | Cornelia Sirch                                                                            | 1'01"57  |
| 200 m (dettagli)                | Krisztina Egerszegi                                                                                        | 2'09"29  | Kathrin Zimmermann                                                                                              | 2'10"61  | Cornelia Sirch                                                                            | 2'11"45  |
| Rana                            | |          | |          |                                                                                           |          |
| 100 m (dettagli)                | Tanja Dangalakova                                                                                          | 1'07"95  | Antoaneta Frenkeva                                                                                              | 1'08"74  | Silke Hörner                                                                              | 1'08"83  |
| 200 m (dettagli)                | Silke Hörner                                                                                               | 2'26"71  | Huang Xiaomin                                                                                                   | 2'27"49  | Antoaneta Frenkeva                                                                        | 2'28"34  |
| Farfalla                        | |          | |          |                                                                                           |          |
| 100 m (dettagli)                | Kristin Otto                                                                                               | 59"00    | Birte Weigang                                                                                                   | 59"45    | Qian Hong                                                                                 | 59"52    |
| 200 m (dettagli)                | Kathleen Nord                                                                                              | 2'09"51  | Birte Weigang                                                                                                   | 2'09"91  | Mary T. Meagher                                                                           | 2'10"80  |
| Misti                           | |          | |          |                                                                                           |          |
| 200 m (dettagli)                | Daniela Hunger                                                                                             | 2'12"59  | Elena Dendeberova                                                                                               | 2'13"31  | Noemi Lung                                                                                | 2'14"85  |
| 400 m (dettagli)                | Janet Evans                                                                                                | 4'37"66  | Noemi Lung | 4'39"46  | Daniela Hunger                                                                            | 4'39"76  |
| Staffette                       | |          | |          |                                                                                           |          |
| 4x100 m stile libero (dettagli) | Germania Est Kristin Otto Katrin Meißner Daniela Hunger Manuela Stellmach Sabina Schulze* Heike Friedrich* | 3'40"63  | Paesi Bassi Marianne Muis Mildred Muis Conny van Bentum Karin Brienesse Diana van der Plaats*                   | 3'43"39  | Stati Uniti Mary Wayte Mitzi Kremer Laura Walker Dara Torres Paige Zemina* Jill Sterkel*' | 3'44"25  |
| 4x100 m misti (dettagli)        | Germania Est Kristin Otto Silke Hörner Birte Weigang Katrin Meißner Cornelia Sirch* Manuela Stellmach*     | 4'03"74  | Stati Uniti Beth Barr Tracey McFarlane Janel Jorgensen Mary Wayte Betsy Mitchell* Mary T. Meagher* Dara Torres* | 4'07"90  | Canada Lori Melien Allison Higson Jane Kerr Andrea Nugent Keltie Duggan* Patricia Noall*' | 4'10"49  |

* indica le nuotatrici che hanno gareggiato solamente in batteria.

## Medagliere
| Pos.   | Paese            | Oro | Argento | Bronzo | Totale |
| ------ | ---------------- | --- | ------- | ------ | ------ |
| 1      | Germania Est     | 11  | 8       | 9      | 28     |
| 2      | Stati Uniti      | 8   | 6       | 4      | 18     |
| 3      | Ungheria         | 4   | 2       | 0      | 6      |
| 4      | Unione Sovietica | 2   | 2       | 5      | 9      |
| 5      | Australia        | 1   | 1       | 1      | 3      |
| 5      | Bulgaria         | 1   | 1       | 1      | 3      |
| 5      | Regno Unito      | 1   | 1       | 1      | 3      |
| 5      | Germania Ovest   | 1   | 1       | 1      | 3      |
| 9      | Giappone         | 1   | 0       | 0      | 1      |
| 9      | Suriname         | 1   | 0       | 0      | 1      |
| 11     | Cina             | 0   | 3       | 1      | 4      |
| 12     | Romania          | 0   | 1       | 1      | 2      |
| 12     | Canada           | 0   | 1       | 1      | 2      |
| 14     | Costa Rica       | 0   | 1       | 0      | 1      |
| 14     | Paesi Bassi      | 0   | 1       | 0      | 1      |
| 14     | Danimarca        | 0   | 1       | 0      | 1      |
| 14     | Svezia           | 0   | 1       | 0      | 1      |
| 18     | Francia          | 0   | 0       | 2      | 1      |
| 18     | Nuova Zelanda    | 0   | 0       | 2      | 1      |
| 20     | Italia           | 0   | 0       | 1      | 1      |
| 20     | Polonia          | 0   | 0       | 1      | 1      |
| 20     | Spagna           | 0   | 0       | 1      | 1      |
| Totale | Totale           | 31  | 31      | 32     | 94     |